# Dário Meira
Dário Meira este un oraș în unitatea federativă Bahia (BA) din Brazilia.